# Sukabudi
Sukabudi is een bestuurslaag in het regentschap Bekasi van de provincie West-Java, Indonesië. Sukabudi telt 5231 inwoners (volkstelling 2010).